# Cris Miró (Ella)
Cris Miró (Ella) es una serie de televisión biográfica argentina emitida por TNT y  Flow. La trama se centra en la vida de Cris Miró, la primera vedette transgénero que irrumpió en la Argentina atravesando todos los prejuicios en la década de los noventa. Está protagonizada por Mina Serrano, Victorio D'Alessandro, Katja Alemann, César Bordón, Agustín Aristarán, Marcos Montes y Manuel Fanego. La serie se estrenó el 23 de junio de 2024 en TNT y al día siguiente la primera temporada fue lanzada en Flow y Max.

## Sinopsis
La historia sigue los inicios de Cris Miró en un boliche nocturno de Buenos Aires y su paso a la revista porteña en la reapertura del Teatro Maipo, donde desarrolló su trayectoria para convertirse en una de las vedettes más convocantes en el circuito teatral comercial, y a la vez cómo debió enfrentar las críticas y los prejuicios de los medios masivos y el sector conservador de la sociedad por su condición de ser una mujer transgénero. Además, la serie relata como Cris vivió el recibimiento de su diagnóstico de VIH positivo que transformó su vida para siempre.

## Elenco

### Principal
- Mina Serrano como Cris Miró
- Victorio D'Alessandro como Federico Robles
- Katja Alemann como Nilda Vargas
- César Bordón como Sergio Vargas
- Agustín Aristarán como Sergito Vargas
- Marcos Montes como Marito del Monte(Juanito Belmonte)
- Manuel Fanego como Guillermo

### Secundario
- Carolina Kopelioff como Lucila
- Alejandro Tantanian como Lino Patalano
- Toto Rovito como Dorian
- Adabel Guerrero como Griselda Lamas
- Payuca como La Charly
- Miuka Hamelau como Gaby
- Leo Espíndola como La Chatarra
- Fausta Concha como Natalia
- Joaquín Gaitán como Cris Miró (niña)
- Valentina Cottet como Claudia
- Julieta Rodríguez Calvo como Leticia
- Martín Campilongo como «Quiquito»
- Celeste Muriega como Patricia
- Dedé Romano como Sandra
- Paula Silva como Nilda Vargas (joven)

## Episodios
| N.º | Título                      | Dirigido por     | Escrito por                        | Fecha de emisión original |
| --- | --------------------------- | ---------------- | ---------------------------------- | ------------------------- |
| 1   | «La traición»               | Martín Vatenberg | Martín Vatenberg y Lucas Bianchini | 23 de junio de 2024       |
| 2   | «Vedette»                   | Martín Vatenberg | Martín Vatenberg y Lucas Bianchini | 30 de junio de 2024       |
| 3   | «¿Quién es Cris Miró?»      | Martín Vatenberg | Martín Vatenberg y Lucas Bianchini | 7 de julio de 2024        |
| 4   | «Mechuda»                   | Martín Vatenberg | Martín Vatenberg y Lucas Bianchini | 14 de julio de 2024       |
| 5   | «La Feliz»                  | Martín Vatenberg | Martín Vatenberg y Lucas Bianchini | 21 de julio de 2024       |
| 6   | «¿Qué le pasa a Cris Miró?» | Martín Vatenberg | Martín Vatenberg y Lucas Bianchini | 28 de julio de 2024       |
| 7   | «Noche de chicas»           | Martín Vatenberg | Martín Vatenberg y Lucas Bianchini | 4 de agosto de 2024       |
| 8   | «Número final»              | Martín Vatenberg | Martín Vatenberg y Lucas Bianchini | 11 de agosto de 2024      |

## Producción
En septiembre de 2022, se informó que las productoras Nativa Contenidos y EO Media habían adquirido los derechos del libro Hembra: Cris Miró, vivir y morir en un país de machos de Carlos Sanzol para realizar una serie de televisión sobre la vida de Cris Miró, la primera vedette transgénero de Argentina. Además, se reveló que el proyecto fue creado por el guionista argentino Martín Vatenberg. Ese mismo mes, se anunció que se había abierto el casting para encontrar a la actriz que protagonice la serie.
En noviembre de 2023, se oficializó que la actriz española Mina Serrano había sido seleccionada para interpretar el papel de Cris Miró. La fotografía principal inició en la Ciudad de Buenos Aires, ese mes, con Vatenberg y Javier Van de Couter como los responsables de dirigir los ochos episodios que conformarían la primera temporada, siendo TNT y Flow las cadenas anunciadas para emitir la serie. Seguidamente, se comunicó que el resto del elenco estaba integrado por Katja Alemann, César Bordón, Agustín Aristarán, Victorio D'Alessandro, Marcos Montes, Toto Rovito, Manuel Fanego, Martín Campilongo y Adabel Guerrero. El rodaje finalizó en febrero de 2024.
En marzo de 2024, se presentó el primer avance de la serie. En mayo de ese año, se confirmó que Cris Miró (Ella) se estrenaría el 23 de junio, emitiéndose un episodio cada domingo en TNT para Argentina, Chile y Uruguay, mientras que en Flow la primera temporada sería lanzada de manera completa al día siguiente para Argentina, Paraguay y Uruguay; y que Max la estrenaría para América Latina, Estados Unidos y Europa.

## Premios y nominaciones
| Lista de premios y nominaciones | Lista de premios y nominaciones        | Lista de premios y nominaciones                              | Lista de premios y nominaciones    | Lista de premios y nominaciones | Lista de premios y nominaciones |
| Año                             | Organización                           | Categoría                                                    | Nominado/a(s)                      | Resultado                       | Ref(s)                          |
| ------------------------------- | -------------------------------------- | ------------------------------------------------------------ | ---------------------------------- | ------------------------------- | ------------------------------- |
| 2024                            | Premios Produ                          | Mejor serie adaptación                                       | Cris Miró (Ella)                   | Nominado                        | [ 15 ] [ 16 ]                   |
| 2024                            | Premios Produ                          | Mejor serie biográfica                                       | Cris Miró (Ella)                   | Nominado                        | [ 15 ] [ 16 ]                   |
| 2024                            | Premios Produ                          | Mejor contenido / programa que promueve la diversidad LGTBQ+ | Cris Miró (Ella)                   | Ganador                         | [ 15 ] [ 16 ]                   |
| 2024                            | Premios Produ                          | Mejor actriz principal de serie biográfica                   | Mina Serrano                       | Nominada                        | [ 15 ] [ 16 ]                   |
| 2024                            | Premios Produ                          | Mejor actriz revelación                                      | Mina Serrano                       | Ganadora                        | [ 15 ] [ 16 ]                   |
| 2024                            | Premios Martín Fierro de Cine y Series | Mejor actriz                                                 | Mina Serrano                       | Nominada                        | [ 17 ]                          |
| 2024                            | Premios Cóndor de Plata                | Mejor miniserie                                              | Cris Miró (Ella)                   | Nominado                        | [ 18 ]                          |
| 2024                            | Premios Cóndor de Plata                | Mejor actriz protagonista                                    | Mina Serrano                       | Nominada                        | [ 18 ]                          |
| 2024                            | Premios Cóndor de Plata                | Revelación femenina                                          | Mina Serrano                       | Ganadora                        | [ 18 ]                          |
| 2024                            | Premios Cóndor de Plata                | Mejor actriz de reparto                                      | Katja Alemann                      | Nominada                        | [ 18 ]                          |
| 2024                            | Premios Cóndor de Plata                | Mejor guion adaptado                                         | Lucas Bianchini y Martín Vatenberg | Nominados                       | [ 18 ]                          |
| 2024                            | Premios Cóndor de Plata                | Mejor dirección de fotografía                                | Santiago Guzmán                    | Nominado                        | [ 18 ]                          |
| 2024                            | Premios Cóndor de Plata                | Mejor montaje                                                | José Manuel Streger y Paola Amor   | Nominados                       | [ 18 ]                          |
| 2024                            | Premios Cóndor de Plata                | Mejor dirección de arte                                      | Micaela Saiegh                     | Nominada                        | [ 18 ]                          |
| 2024                            | Premios Cóndor de Plata                | Mejor diseño de vestuario                                    | Paula Bianchini                    | Ganadora                        | [ 18 ]                          |
| 2024                            | Premios Cóndor de Plata                | Mejor dirección de casting                                   | Valeria Grossi                     | Nominada                        | [ 18 ]                          |
| 2024                            | Premios Cóndor de Plata                | Mejor maquillaje y peluquería                                | Dino Balanzino                     | Nominado                        | [ 18 ]                          |
| 2024                            | Premios Cóndor de Plata                | Mejor diseño de sonido                                       | Tomás Frontoth                     | Nominado                        | [ 18 ]                          |
| 2025                            | Rose d'Or Latinos                      | Mejor miniserie o serie limitada                             | Cris Miró (Ella)                   | Nominado                        | [ 19 ]                          |
| 2025                            | Premios Sur                            | Mejor serie                                                  | Cris Miró (Ella)                   | Nominado                        | [ 20 ]                          |